# Vicente Juan Segura
Vicente Juan Segura (Tavernes de la Valldigna, 22 maggio 1955 – Valencia, 11 ottobre 2024) è stato un vescovo cattolico spagnolo.

## Biografia
Nacque a Tavernes de la Valldigna il 22 maggio 1955.

### Formazione e ministero sacerdotale
Compì gli studi ecclesiastici presso il seminario metropolitano di Valencia e presso il Real Colegio y Seminario del Corpus Christi della stessa città.
Il 24 ottobre 1981 fu ordinato presbitero per l'arcidiocesi di Valencia. In seguito fu vicario parrocchiale della parrocchia di Sant'Antonio Abate a Cullera fino al 1985. Lo stesso anno si trasferì a Roma per studiare alla Pontificia accademia ecclesiastica, l'istituto che forma i diplomatici della Santa Sede. Conseguì il dottorato in diritto canonico presso la Pontificia università "San Tommaso d'Aquino". Nel 1989 si laureò in diritto civile all'Università di Valencia. Il 1º luglio 1988 entrò nel servizio diplomatico della Santa Sede. In seguito fu segretario delle nunziature apostoliche in Costa Rica dal 1988 al 1990, in Marocco dal 1990 al 1991 e in Mozambico dal 1991 al 1994. Quell'anno fu promosso a consigliere di nunziatura e capo della sezione di lingua spagnola della Segreteria di Stato della Santa Sede. A Roma svolse il ministero pastorale come collaboratore della parrocchia di San Melchiade e cappellano delle piccole suore degli anziani abbandonati. Il 10 giugno 2000 fu nominato prelato d'onore di Sua Santità.

### Ministero episcopale
Il 22 gennaio 2005 papa Giovanni Paolo II lo nominò vescovo di Ibiza. Ricevette l'ordinazione episcopale il 14 maggio successivo nella cattedrale della Vergine delle Nevi a Ibiza dall'arcivescovo Leonardo Sandri, sostituto per gli affari generali della Segreteria di Stato, co-consacranti il cardinale Ricardo María Carles Gordó, arcivescovo emerito di Barcellona, e l'arcivescovo metropolita di Valencia Agustín García-Gasco y Vicente.
Con una linea pastorale chiara e definita, si occupò della costruzione di nuove chiese, nonché del restauro di molte altre con l'aiuto di varie istituzioni. Promosse inoltre l'ampliamento e la ristrutturazione dei locali della Caritas diocesana e della residenza "Reina Sofía".
Come vescovo diocesano curò il patrimonio artistico, ripristinando, tra le altre cose, la custodia della cattedrale, la più antica del paese in quanto risalente al 1398, e la pala d'altare della chiesa parrocchiale di Nostra Signora di Gesù. Rivitalizzò le feste patronali di Santa Maria e San Ciriaco e la liturgia della Settimana santa nella città di Ibiza con l'aumento delle confraternite. Nei quindici anni di intenso ministero ordinò nuovi sacerdoti e diede il benvenuto ad altri che si erano trasferiti in diocesi per svolgere il loro ministero pastorale. Promosse la presenza della vita religiosa in diocesi, invitando diverse congregazioni ad aprire comunità nelle Isole Pitiuse.
Nel 2008 avviò la causa di canonizzazione dei sacerdoti Juan Torres Torres e venti compagni martiri, uccisi in odio alla fede durante la persecuzione religiosa del 1936 in diversi luoghi del territorio della diocesi di Ibiza.
Nel settembre del 2007 chiese che fosse rimosso un collage di Ivo Hendriks che raffigurava papa Giovanni Paolo II sodomizzato. L'opera era esposta in una mostra allestita presso una chiesa sconsacrata nell'isola. Il vescovo disse che "offendeva il sentimento cattolico" e chiese il suo "ritiro immediato e urgente".
Nel febbraio del 2014 compì la visita ad limina.
Il 18 gennaio 2020 papa Francesco lo nominò vescovo ausiliare di Valencia e titolare di Armentia. Il cardinale Antonio Cañizares Llovera gli affidò la pastorale nelle università pubbliche e private. Il 30 gennaio presiedette una messa di ringraziamento al termine del suo ministero pastorale nella chiesa parrocchiale della Santa Croce a Ibiza. Il 2 febbraio, festa della Presentazione di Nostro Signore Gesù Cristo al Tempio, fu presentato ai fedeli dell'arcidiocesi di Valencia con una messa nella cattedrale arcidiocesana.
Il 25 febbraio 2023 lo stesso papa accolse la sua rinuncia dall'ufficio di ausiliare di Valencia.
In seno alla Conferenza episcopale spagnola fu membro della commissione per l'apostolato secolare dal 2005 al 2011, della sottocommissione per la famiglia e la vita dal 2005 al 2008, della giunta per gli affari giuridici dal 2008 al 2020, della commissione per i beni culturali dal 2011 al 2017 e del consiglio per gli affari giuridici dal 2020 alla morte.
Oltre allo spagnolo, parlava il francese, il portoghese e l'italiano.
Il 9 ottobre 2024 fu ricoverato presso l'Ospedale "9 de Octubre" di Valencia dopo un peggioramento delle sue condizioni di salute. Morì nel primo pomeriggio dell'11 ottobre a causa di un'insufficienza renale. Aveva 69 anni.  Le esequie si tennero il 14 ottobre alle ore 12 nella cattedrale di Santa Maria a Valencia e furono presiedute da monsignor Enrique Benavent Vidal, arcivescovo metropolita di Valencia. È sepolto nella parrocchia della sua città natale.

## Genealogia episcopale
La genealogia episcopale è:
- Cardinale Scipione Rebiba
- Cardinale Giulio Antonio Santori
- Cardinale Girolamo Bernerio, O.P.
- Arcivescovo Galeazzo Sanvitale
- Cardinale Ludovico Ludovisi
- Cardinale Luigi Caetani
- Cardinale Ulderico Carpegna
- Cardinale Paluzzo Paluzzi Altieri degli Albertoni
- Papa Benedetto XIII
- Papa Benedetto XIV
- Papa Clemente XIII
- Cardinale Marcantonio Colonna
- Cardinale Giacinto Sigismondo Gerdil, B.
- Cardinale Giulio Maria della Somaglia
- Cardinale Carlo Odescalchi, S.I.
- Vescovo Charles-Joseph-Eugène de Mazenod, O.M.I.
- Cardinale Joseph Hippolyte Guibert, O.M.I.
- Cardinale François-Marie-Benjamin Richard de la Vergne
- Cardinale Pietro Gasparri
- Cardinale Clemente Micara
- Cardinale Antonio Samorè
- Cardinale Angelo Sodano
- Cardinale Leonardo Sandri
- Vescovo Vicente Juan Segura